# Campionato italiano maschile di pallacanestro 1930
Il campionato italiano maschile di pallacanestro 1930 rappresenta la decima edizione del massimo campionato italiano di pallacanestro. Seguì l'edizione del 1928, poiché nel 1929 non fu disputato alcun campionato.
Una nuova squadra iscrive il proprio nome all'albo d'oro: la Ginnastica Triestina allenata da Attilio De Filippi. La Ginnastica Roma, campione d'Italia uscente, si classifica al secondo posto, davanti alla Reyer Venezia.

## Fase finale

### Semifinali
| Venezia 6 aprile 1930 | Ginnastica Triestina | 51 – 8 | ASSI Milano |  |

| Milano 6 aprile 1930 | Reyer Venezia | 35 – 16 | Reale Società Ginnastica di Torino |  |

| Napoli 6 aprile 1930 | Ginnastica Roma | 2 – 0 (rinuncia) | Angiulli Bari |  |

### Finali

#### Risultati
| Bologna 12 aprile 1930 | Ginnastica Roma | 36 – 23 | Reyer Venezia |  |

| Bologna 13 aprile 1930 | Ginnastica Triestina | 19 – 18 | Reyer Venezia |  |

| Bologna 13 aprile 1930 | Ginnastica Triestina | 18 – 8 | Ginnastica Roma |  |

#### Classifica
|  |    | Classifica finale 1930 | Pt | G | V | P | PtF | PtS |
|  | -- | ---------------------- | -- | - | - | - | --- | --- |
|  | 1. | Ginnastica Triestina   | 4  | 2 | 2 | 0 | 37  | 26  |
|  | 2. | Ginnastica Roma        | 2  | 2 | 1 | 1 | 44  | 41  |
|  | 3. | Reyer Venezia          | 0  | 2 | 0 | 2 | 41  | 55  |

## Verdetti
- Campione d'Italia:  Ginnastica Triestina

Formazione: Luciano Antonini, Aldo Avanzini, Giorgio Cosmini, Nereo Crali, Albino Cuppo, Emilio Giassetti. Allenatore: Attilio De Filippi.